# Správní obvod obce s rozšířenou působností Česká Lípa
Správní obvod obce s rozšířenou působností Česká Lípa je od 1. ledna 2003 jedním ze dvou správních obvodů rozšířené působnosti obcí v okrese Česká Lípa v Libereckém kraji. Čítá 41 obcí.
Města Česká Lípa, Doksy a Mimoň jsou obcemi s pověřeným obecním úřadem.

## Seznam obcí
Poznámka: Města jsou vyznačena tučně, městyse kurzívou.
- Bezděz
- Blatce
- Blíževedly
- Bohatice
- Brniště
- Česká Lípa
- Doksy
- Dubá
- Dubnice
- Hamr na Jezeře
- Holany
- Horní Libchava
- Horní Police
- Chlum
- Jestřebí
- Kozly
- Kravaře
- Kvítkov
- Luka
- Mimoň
- Noviny pod Ralskem
- Nový Oldřichov
- Okna
- Pertoltice pod Ralskem
- Provodín
- Ralsko
- Skalka u Doks
- Sosnová
- Stráž pod Ralskem
- Stružnice
- Stvolínky
- Tachov
- Tuhaň
- Velenice
- Velký Valtinov
- Volfartice
- Vrchovany
- Zahrádky
- Zákupy
- Žandov
- Ždírec

## Obyvatelstvo
| Rok  | Obyv.  | ± %    |
| ---- | ------ | ------ |
| 1869 | 75 758 | —      |
| 1880 | 75 216 | −0,7 % |
| 1890 | 71 661 | −4,7 % |
| 1900 | 69 606 | −2,9 % |
| 1910 | 70 117 | +0,7 % |

| Rok  | Obyv.  | ± %     |
| ---- | ------ | ------- |
| 1921 | 68 459 | −2,4 %  |
| 1930 | 74 213 | +8,4 %  |
| 1950 | 51 418 | −30,7 % |
| 1961 | 51 446 | +0,1 %  |
| 1970 | 51 621 | +0,3 %  |

| Rok  | Obyv.  | ± %     |
| ---- | ------ | ------- |
| 1980 | 60 398 | +17 %   |
| 1991 | 73 234 | +21,3 % |
| 2001 | 75 932 | +3,7 %  |
| 2011 | 74 803 | −1,5 %  |
| 2021 | 75 119 | +0,4 %  |